# Violence & Force
Violence & Force — второй студийный альбом канадской спид-метал-группы Exciter, вышедший на Megaforce Records в 1984 году. Альбом дважды был переиздан: в 1999 году на лейбле SPV/Steamhammer и в 2004 году на лейбле Megaforce Records.
Альбом спродюсирован Карлом Кенеди, барабанщиком The Rods, который продюсировал дебютный альбом Fistful of Metal группы Anthrax.

## Список композиций
1. «Oblivion» — 0:34
2. «Violence & Force» — 4:04
3. «Scream in the Night» — 4:13
4. «Pounding Metal» — 4:33
5. «Evil Sinner» — 4:58 (Этой песни нет на переиздании 2004 года[7].)
6. «Destructor» — 4:19
7. «Swords of Darkness» — 3:58
8. «Delivering to the Master» — 6:06
9. «Saxons of the Fire» — 3:27
10. «War Is Hell» — 6:18

## Участники записи
- Дэн Бихлер (Dan Beehler) — ударные, вокал
- Джон Риччи (John Ricci) — гитара, бэк-вокал
- Алан Джонсон (Allan Johnson) — бас-гитара, бэк-вокал

### Технический персонал
- Карл Кенеди — продюсер
- Джон Зазула — исполнительный продюсер
- Chris Bubacz — звукорежиссёр
- Alex Perialas — помощник звукорежиссёра
- Джек Скиннер — мастеринг в Sterling Sound, Нью-Йорк